# Berlim (Ohio)

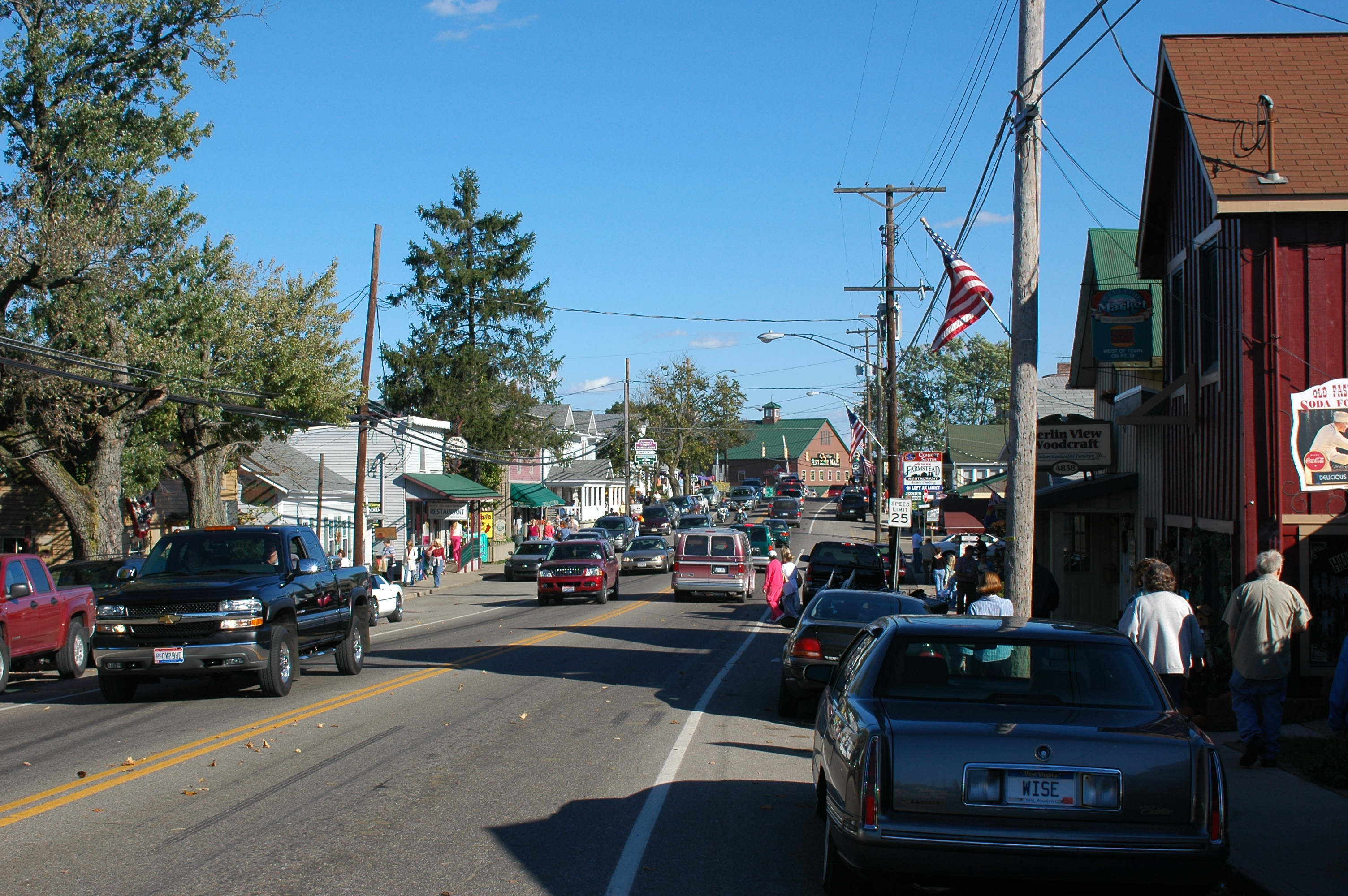
Berlim no centro

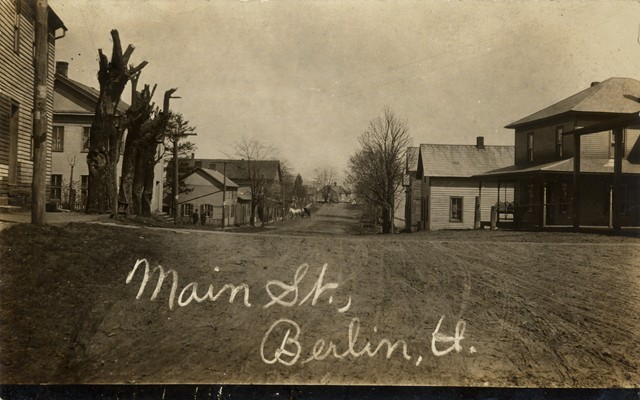
Berlim por volta de 1909

Berlim é uma comunidade não incorporada e local designado pelo censo (CDP) no centro de Berlin Township, Condado de Holmes, Ohio, Estados Unidos. De acordo com o censo de 2010, tinha uma população de 898.

## Geografia
Berlim está situada no centro-leste do condado de Holmes, na junção da US Route 62 e da State Route 39. US-62 lidera a nordeste 11 mi (18 km) até Wilmot, e a State Route 39 leva ao sudeste 10 mi (16 km) para Sugarcreek. Juntas, as duas rodovias conduzem a oeste 7 mi (11 km) para Millersburg, a sede do condado de Holmes.
Berlim está localizada a uma latitude 40 ° 33 '40 "norte e longitude 81 ° 47' 40" oeste. O código postal é 44610 e o código local FIPS é 05816. A elevação varia de 1,200 to 1,280 ft (370 to 390 m) acima do nível do mar.

## História
A vila de Berlim - a vila mais antiga existente no condado de Holmes - foi planejada pela primeira vez em 2 de julho de 1816, por John Swigert, natural de Berlim, Alemanha. O plano de Swigert previa 108 lotes a serem dispostos ao longo de duas ruas, uma norte-sul e outra leste-oeste. Outro primeiro colono, Joseph Troyer, veio de Berlim, Pensilvânia, e juntos Swigert e Troyer concederam ao novo assentamento o nome comum de suas respectivas cidades natais. Berlim está localizada em um ponto alto no condado de Holmes, e a lenda local afirma que Swigert escolheu o local porque, assim situado, a cidade poderia ser mais facilmente defendida contra ataques indígenas.
Uma grande parte dos primeiros colonos da área de Berlim eram de ascendência alemã ou suíça e vieram para Ohio via Pensilvânia.
Em 1818, uma escola foi fundada em Berlim e em 1822 um correio. Estas foram logo seguidas pelas igrejas metodistas, presbiterianas, batistas e menonitas. Mais tarde, os colonos Amish começaram a chegar. Berlim teve um crescimento comercial e industrial e durante o século 19 foi o lar de oficinas mecânicas, uma fundição, ferreiros, uma fábrica de chapéus, hotéis, uma casa de leilões e uma variedade de estabelecimentos de varejo. Berlim foi descrita em 1833 como tendo 21 casas residenciais, duas lojas, duas tabernas e um médico.
Hoje, Berlim está no centro da maior comunidade Amish de Ohio. Ohio tem cerca de 56.000 residentes Amish, um aumento de 60 por cento desde 1992.

## Pessoas notáveis
- Atlee Pomerene, senador dos EUA
- Nate Torrence, ator de televisão
- Alta Weiss, primeira jogadora de beisebol semiprofissional